# Młynarzowa Ławka

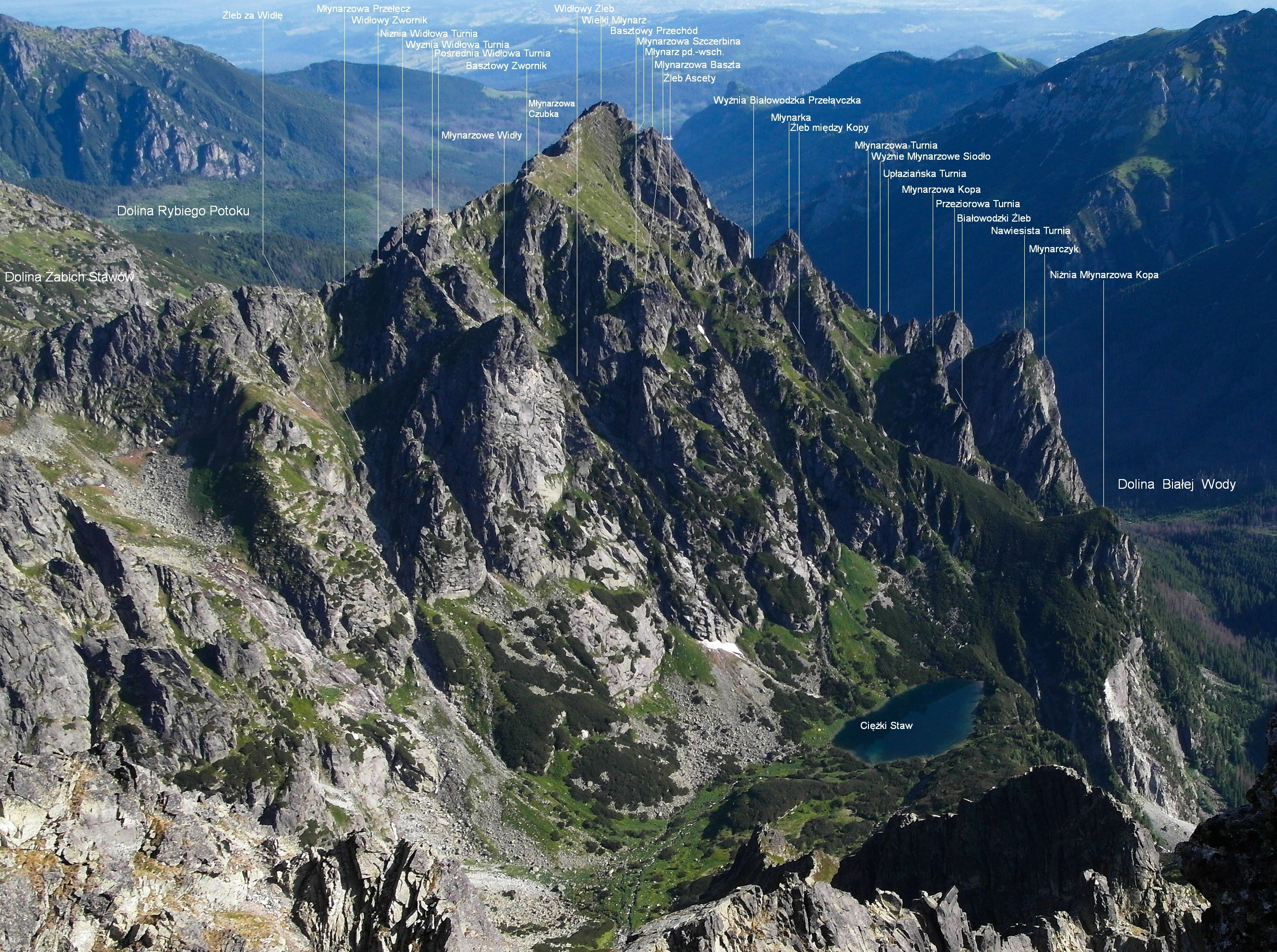
Widok z Ganku

Młynarzowa Ławka (słow. Mlynárova lávka) – ciąg przełęczy i zachodów na południowo-wschodnim stoku masywu Młynarzaw słowackich Tatrach Wysokich. Ciągnie się od Żlebu za Widłę (żleb opadający z Młynarzowej Przełęczy) do Młynarzowej Przehyby. Władysław Cywiński w przewodniku Tatry, tom 6. Młynarz opisuje Młynarzową Ławkę w osobnym rozdziale, jako ważną dla taterników drogę podejścia lub zejścia podczas wspinaczki na Młynarzu. W kierunku od zachodu na wschód Młynarzowa Ławka przecina kolejno: Widłowy Przechód, Widłowy Żleb, Basztowy Przechód, Żleb Ascety, rozczłonkowany  południowo-wschodni stok wierzchołka Wielkiego Młynarza (cztery żlebki  i trzy trawiaste siodełka), Młynarkowy Żleb i Wyżnią Białowodzką Przełączkę.
Nazwę Młynarzowej Ławki utworzył Władysław Cywiński. W taternictwie nazwą ławka określa się mniej więcej poziomą formę ukształtowania terenu, podobną do półki lub zachodu. Młynarzową Ławką prowadzi droga wspinaczkowa (0, miejsca 0+, miejsce I w skali tatrzańskiej), czas przejścia 1 godz 30 min).

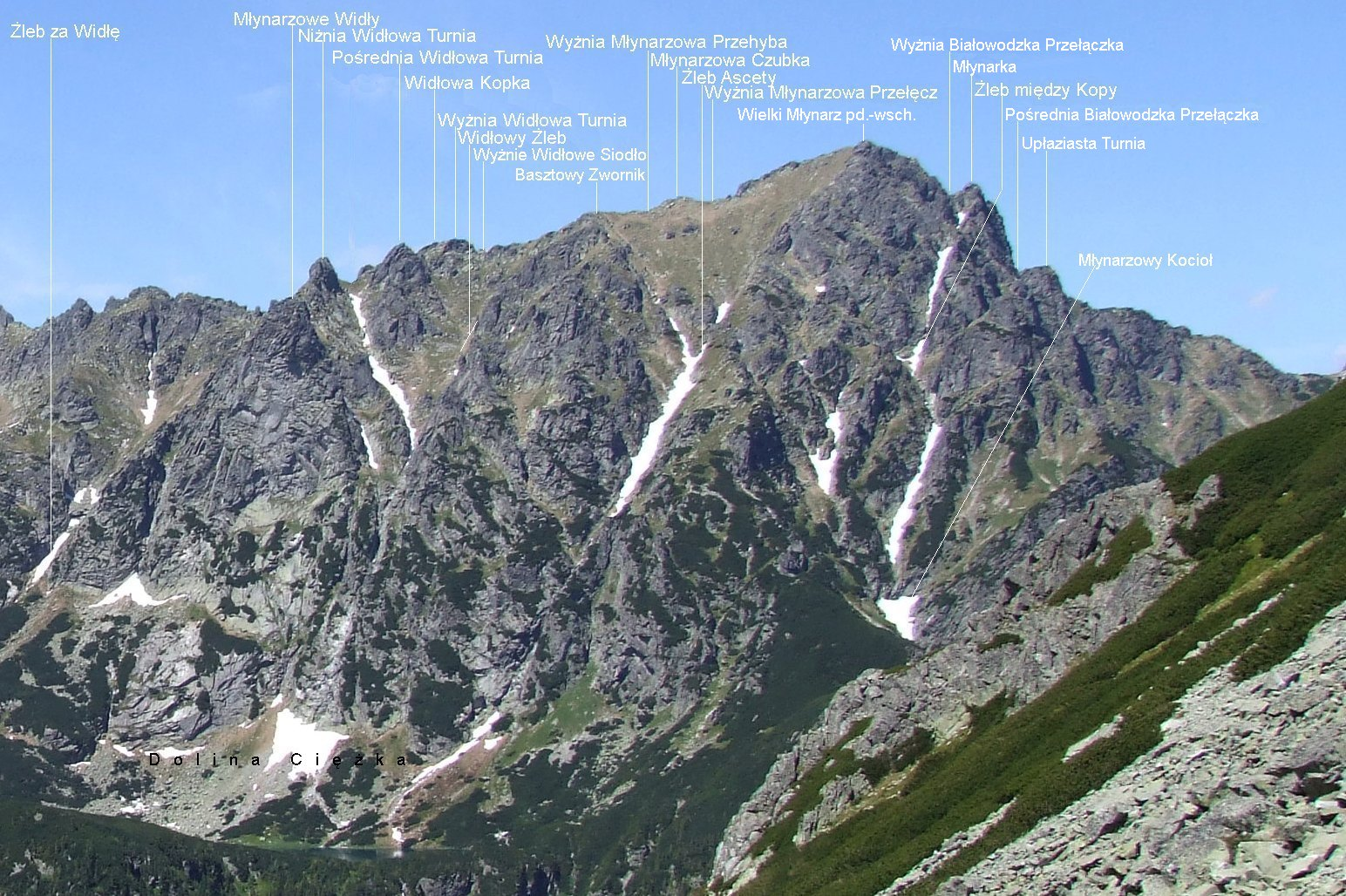
Widok z Doliny Litworowej